# KAC Masterkey
Il KAC Masterkey è un fucile a pompa montabile sottocanna come accessorio per un fucile d'assalto.
È stato sviluppato nel 1980 dalla ditta statunitense Knight's Armament Company, per risolvere il problema di alcuni soldati costretti a prendere con sé fucili a pompa oltre al loro fucile standard. Il sistema consiste in un fucile a pompa Remington 870 della Remington Arms calibro 12 Gauge, montabile sotto la canna dei fucili M16 ed M4 tramite un aggancio simile a quello del lanciagranate M203. Il fucile non può essere utilizzato in modo indipendente perché non ha presa dietro il grilletto: per fare fuoco si usa il caricatore del fucile d'assalto come impugnatura; il caricatore interno ospita tre colpi più un quarto caricato in canna.
Il MasterKey fornì l'ispirazione per il successivo M26 Modular Accessory Shotgun System, poi adottato dall'US Army.

## Nella cultura di massa
Il KAC Masterkey può essere usato come accessorio nei videogiochi Call of Duty: Black Ops e Metal Gear Solid 4: Guns of the Patriots.